# Johannes Schefferus

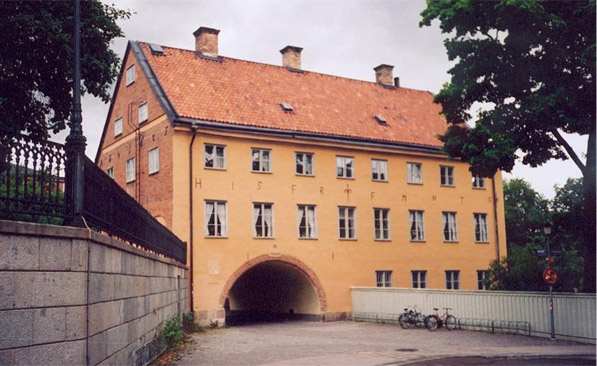
Skytteanum na univerzitě v Uppsale

Johannes Schefferus (2. února 1621 Štrasburk – 26. března 1679 Uppsala) byl jedním z nejdůležitějších švédských humanistů své doby. Byl také známý jako Angelus a vzpomíná se na něj jako na autora hymnů.
Schefferus se narodil ve Štrasburku, který byl tehdy součástí Svaté říše římské. Pocházel z patricijské rodiny, studoval na tamější univerzitě, krátce v holandském Leidenu a v roce 1648 se stal na Skytteanu profesorem politiky a rétoriky na Uppsalské univerzitě. Křeslo si udržel až do své smrti v roce 1679.
Schefferus se také věnoval filologickým a archeologickým studiím. Jeho De orbibus tribus aureis se stalo první publikací o švédské archeologii. Příběh sámského lidu, Lapponia (1673), se stal populární po celé Evropě, přitom až do roku 1956 nebyl přeložen do švédštiny. Jeho posmrtná publikace, Suecia literata (1680), je švédskou historií vědecké bibliografie.
Schefferus se později v životě zapojil do intelektuálního sporu (zvláště s Olofem Vereliusem (1618–1682)) o místo, kde se nacházel chrám v Uppsale. Tvrdil, že je třeba ho hledat poblíž stávajícího Helga Trefaldighets kyrka (kostela Nejsvětější Trojice) v Uppsale. Dnes je známo, že jeho odpůrci při argumentaci obvykle používali podvrhy. Pravděpodobně právě z toho důvodu byly retušovány části největšího zachovaného gótského textu, Codex Argenteus.
V roce 1648 se Schefferus oženil s Reginou Loccenia, dcerou předchozího (1628–1642) profesora na Skytteanu, který se jmenoval Johannes Loccenius, a měl s ní dva syny.

## Publikace (vybrané)[2]
- Upsalia (1666) - o dějinách Uppsaly a památkách z vikinského období
- De re vehiculari veterum („Z vozidel starých“ 1671)
- Svecia literata („Učené Švédsko“, 1680) - první bibliografie švédské literatury
- Lapponia (1673) - spis o historii a kultuře Sámů